# 斯尼兹 (佛罗里达州)
斯尼兹（英語：Sneads）是美国佛罗里达州傑克遜縣下属的一座城鎮。建立于1894年。面积约为12平方公里（约合4.6平方英里）。根据2010年美国人口普查，该鎮有人口2,187人。论人口在本州排行第278。